# Хрущов Микита Сергійович
Хрущо́в Мики́та Сергі́йович (рос. Хрущёв Никита Сергеевич; 3 [15] квітня 1894, с. Калиновка, Дмитріївський повіт, Курська губернія, Російська імперія — 11 вересня 1971, Москва, РФСР, СРСР) — радянський державний діяч, перший секретар ЦК КПРС у 1953–1964, Голова Ради Міністрів СРСР (1958–1964). Член ЦК КП(б)У в червні 1938 — вересні 1952 року. Член Політичного і Організаційного бюро ЦК КП(б)У в січні 1938 — грудні 1949 року. Член ЦК ВКП(б) (ЦК КПРС) у лютому 1934 — березні 1966 року. Кандидат у члени Політичного бюро ЦК ВКП(б) в січні 1938 — березні 1939 року. Член Політичного бюро (Президії) ЦК ВКП(б) (ЦК КПРС) в березні 1939 — жовтні 1964 року. Депутат Верховної Ради СРСР 1—6-го скликань, депутат Верховної Ради УРСР 1—4-го скликань, депутат Верховних рад союзних республік. Герой Радянського Союзу (1964), тричі Герой Соціалістичної Праці (1954, 1957, 1961), генерал-лейтенант (1943).
Період правління Хрущова часто називають «відлигою»: були випущені на свободу багато політичних в'язнів, в порівнянні з періодом правління Сталіна активність репресій значно знизилася. Зменшився вплив ідеологічної цензури. Радянський Союз досяг великих успіхів у підкоренні космосу. Розгорнув активне житлове будівництво. Разом з тим з ім'ям Хрущова пов'язані значне посилення каральної психіатрії і організація найжорсткішої в післявоєнний період антирелігійної кампанії, розстріл робітників в Новочеркаську, судові процеси з винесенням смертних вироків проти валютників і цеховиків, яких радянська пропаганда називала «розкрадачами соціалістичної власності», і ухвалення помилкових рішень в сільському господарстві (зокрема, прорахунки при освоєнні цілини), у зовнішній політиці, придушення Угорського повстання 1956 року, цькування Бориса Пастернака, цькування художників-авангардистів. У період його правління посилилася напруга в стосунках між СРСР і США (так звана Холодна війна). Політика ЦК КПРС під його керівництвом з десталінізації призвела до розриву з комуністичними режимами Мао Цзедуна в Китаї і Енвера Ходжі в Албанії.

## Молоді роки
Народився в селі Калиновка Ольховської волості Дмитріївського повіту Курської губернії (тепер Курська область) на межі українських етнічних земель у селянській родині. Його батько Сергій Никанорович та дід Никанор Сергійович були селяни (за однією з версій Микита Хрущов — незаконно народжений син польського поміщика Александра Гаспитського, в якого мати Хрущова, Ксенія Іванівна, працювала служкою). Будучи підлітком, Микита працював підпаском — пас вівці, телята в поміщиці Шаусової.
У 1909 його родина переїхала на Успенський рудник, недалеко від Юзівки — робітничого селища з населенням 40 тисяч людей, однією лікарнею та десятками винних і пивних крамниць. Микита знову найнявся пасти корови, чистив казани на шахтах. З травня 1909 по 1912 рік був учнем слюсаря на заводі Боссе в Юзівці, допомагав ремонтувати шахтарське обладнання. З 1912 по 1913 рік — слюсар на Рутченківському руднику, з 1913 по 1914 рік — слюсар на Горшковському руднику, з 1914 по 1915 рік — слюсар на Пастуховському руднику біля Юзівки. У 1915—1916 роках — слюсар головних майстерень шахти № 11 Рутченківського рудника, у 1916—1917 роках — слюсар майстерень шахти № 11 і машиніст шахти № 31 Рутченківського рудника на Донбасі. Сучасні дослідження проведені Тетяною Карацубою показують, що в 1914 р. його рідний батько відписав Микиту Хрущова від призову до війська. За деякими даними, Хрущов працював управителем помістя в німця Кірша, який був власником шахт в Юзівці.
У 1917 році — член Рутченківської Ради, член Рутченківського революційного комітету, голова Рутченківської ради руднично-заводських комітетів Спілки металістів гірничорудної промисловості. У 1917—1918 роках — голова комітету бідноти села Калинівки Дмитріївського повіту Курської губернії. Член РКП(б) з листопада 1918 року.
У 1919—1920 роках — червоноармієць, голова осередку, політрук, комісар батальйону 9-ї стрілецької дивізії 13-ї армії РСЧА, інструктор політичного відділу 9-ї Кубанської армії РСЧА. У 1920—1922 роках — політпрацівник Донецької трудової армії РСЧА, політичний керівник Рутченківського кущового управління. У 1922 році — помічник керуючого рудника Рутченківського рудоуправління на Донбасі.
У 1922—1925 роках — студент робітничого факультету, політичний керівник, секретар осередку КП(б)У робітфаку при Донецькому гірничому технікумі імені Артема.
У 1925—1926 роках — секретар Петрово-Мар'їнського районного комітету КП(б)У Сталінського округу Донбасу. У 1926—1928 роках — завідувач організаційного відділу, заступник секретаря Сталінського окружного комітету КП(б)У. У 1928 році — заступник завідувача організаційно-розподільного відділу ЦК КП(б)У в Харкові. У 1928—1929 роках — завідувач організаційного відділу, заступник секретаря Київського окружного комітету КП(б)У.
Його кар'єра як визначного партійного керівника починається з 1929, коли він навчався в Московській Промисловій академії (закінчив два курси у 1931 році) в одній групі з дружиною Сталіна Надією Алілуєвою і, завдяки персональній характеристиці, що вона дала, здобув довіру Сталіна, якою користувався до смерті останнього. З вересня 1929 по січень 1931 року — студент, секретар осередку ВКП(б) Промислової академії імені Сталіна у Москві.
З січня по липень 1931 року — 1-й секретар Бауманського районного комітету ВКП(б) міста Москви. З липня 1931 по січень 1932 року — 1-й секретар Краснопресненського районного комітету ВКП(б) міста Москви. 30 січня 1932 — 16 січня 1934 року — 2-й секретар Московського міського комітету ВКП(б).
24 січня 1934 — 10 лютого 1938 року — 1-й секретар Московського міського комітету ВКП(б). Одночасно 24 січня 1934 — 7 березня 1935 року — 2-й секретар Московського обласного комітету ВКП(б), 7 березня 1935 — 10 лютого 1938 року — 1-й секретар Московського обласного комітету ВКП(б).

## Перший секретар ЦК КП(б)У

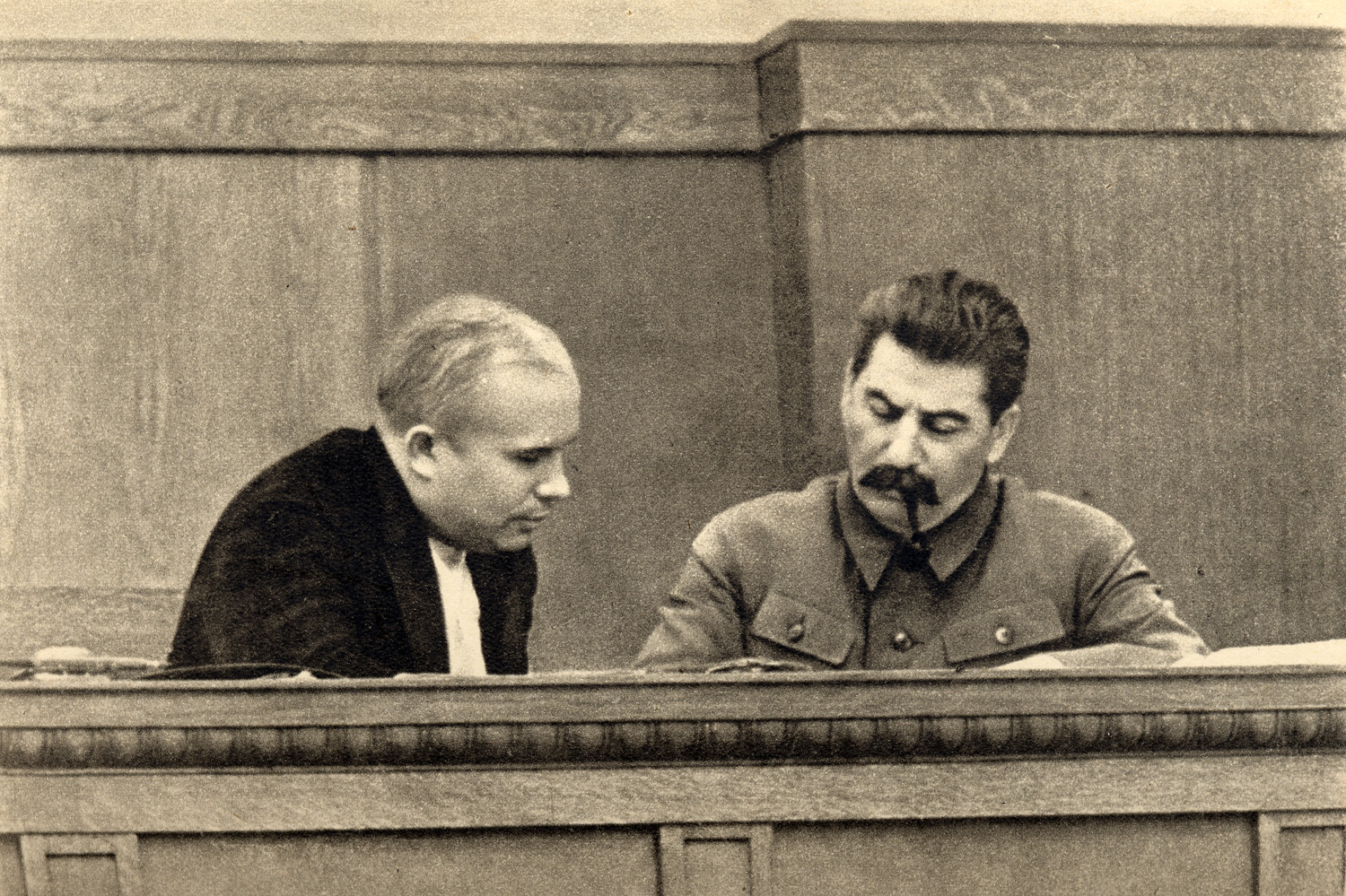
Микита Хрущов і Йосип Сталін, 1936 рік

27 січня — 13 червня 1938 року — в.о. 1-го секретаря ЦК КП(б)У. Одночасно з 17 квітня по 31 травня 1938 року — в.о. 1-го секретаря Київського обласного і міського комітетів КП(б)У. 18 червня 1938 — 3 березня 1947 року — 1-й секретар ЦК КП(б)У. Одночасно у червні 1938 — 22 березня 1947 року — 1-й секретар Київського обласного і міського комітетів КП(б)У.
У 1939 році в Москві безуспішно виступав за входження Поліського воєводства (Берестейщини) до складу УРСР, сперечався щодо цього питання з першим секретарем ЦК Компартії Білоруської РСР Пантелеймоном Пономаренком. Сталін, побачивши проект Хрущова про розмежування між УРСР і БРСР, розгнівано запитав: «Петлюри вже немає, Скоропадського — немає, Винниченка — немає, тож хто ж це складав?» (рос. «Петлюри уже нет, Скоропадского — нет, Винниченко — нет, так кто же это составлял?»).
Під час входження радянських військ у Бессарабію, 29 червня виступав на мітингу в Кишиневі. Під час радянського вторгнення до Польщі очолював Військову Раду КОВО.
Під час Німецько-радянської війни перебував у Червоній армії. З серпня по жовтень 1941 року — член Військової ради Головного командування Південно-Західного напрямку. 26 вересня 1941 — 12 липня 1942 року — член Військової ради Південно-Західного фронту. У грудні 1941 — червні 1942 — член Військової ради Головного командування Південно-Західного напрямку. 12 липня — 5 серпня 1942 року — член Військової ради Сталінградського фронту і по-суті очолював політичну раду оборони Сталінграда, а генерал Єременко був головнокомандувач. 23 серпня — 28 вересня 1942 року — член Військової ради Південно-Східного фронту. 28 вересня — 31 грудня 1942 року — член Військової ради Сталінградського фронту. У січні — лютому 1943 року — член Військової ради Південного фронту. У березні — 20 жовтня 1943 року — член Військової ради Воронезького фронту. 20 жовтня 1943 — серпень 1944 року — член Військової ради І-го Українського фронту.
5 лютого 1944 — 26 грудня 1947 року — голова Ради Народних Комісарів (Ради Міністрів) Української РСР.
У 1944 році виступив з пропозицією приєднати Холмщину до України, створивши у складі УРСР Холмську область (зрештою край відійшов до ПНР). У 1945 році безуспішно звертався до Сталіна з пропозицією включити до Закарпатської області УРСР український етнічний край Пряшівщину (включена зрештою до ЧСР). Обстоював також приєднання до Закарпаття української частини Мараморощини (залишилася зрештою у складі Румунії).
У серпні 1945 наголошував на потребі привселюдних страт через повішання учасників Українського національно-визвольного руху в містах Заходу України.
26 грудня 1947 — 16 грудня 1949 року — 1-й секретар ЦК КП(б)У.
У грудня 1949 року повернувся до Москви, де був секретарем ЦК ВКП(б) (з 16 грудня 1949 по 7 вересня 1953) і 1-м секретарем Московського обласного комітету партії (з 16 грудня 1949 по 10 березня 1953).
За життя Сталіна Хрущов був вірним виконавцем його доручень, чим і заслужив довіру могутнього протектора. Сталінську політику, бувши першим секретарем ЦК КП(б)У, Хрущов неухильно здійснював і в Україні. На цей період його діяльності в Україні припадають: важкий останній рік єжовщини, окупація, а потім приєднання до УРСР Галичини й Волині (1939) та Буковини (1940), наступний, особливо на початку війни, кривавий терор на західноукраїнських землях, організація радянського підпільно-партизанського руху під час Другої світової війни, голод 1946—1947 і післявоєнне посилення боротьби з українським повстанським рухом.

## Керівник СРСР

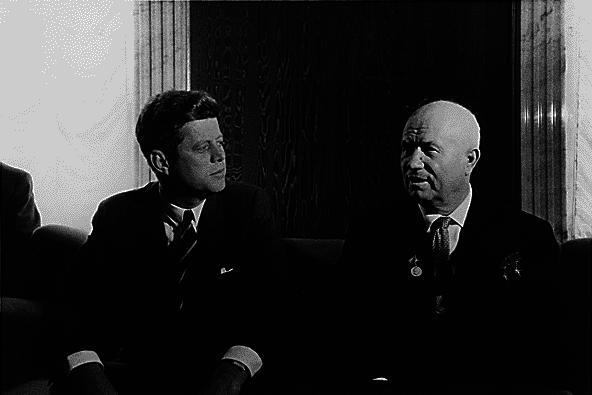
Зустріч з Джоном Кеннеді у Відні, 1961 рік

Приїзд Микити Хрущова до Луганська, 1956 рік

По смерті Сталіна Хрущов став 7 вересня 1953 року 1-м секретарем ЦК КПРС, з 25 лютого 1956 року очолив Бюро ЦК КПРС по Російській РФСР, а з 27 березня 1958 року зосередив у своїх руках партійне й державне керівництво, ставши головою Ради Міністрів СРСР. 14-15 жовтня 1964 року внаслідок внутрішнього заколоту в Політбюро ЦК КПРС Хрущова позбавлено всіх посад і усунено від державного й партійного керівництва.
Очоливши по смерті Сталіна КПРС, а згодом і уряд СРСР, сміливістю господарсько-політичних перебудов Хрущов виявив себе як найяскравіша індивідуальність, єдина серед спадкоємців Сталіна. На XX з'їзді КПРС (лютий 1956) він виступив з доповіддю «Про культ особи та його наслідки», розпочавши цим боротьбу проти культу особи Сталіна. М. Хрущов ужив рішучих заходів до забезпечення країни харчами, розпочавши аграрну реформу: встановлено підвищені, обґрунтованіші, ніж раніше, закупівельні ціни на сільгосппродукцію; щоб розв'язати зернову проблему, ініційовано освоєння цілинних земель (від 1954 року); більш ніж 120 000 спеціалістів сільського господарства переведено з керівного апарату на роботу до села; розпочато реорганізацію МТС, здійснено продаж техніки колгоспам; списано борги колгоспів минулих років; скасовано податок на особисте господарство; почали призначати пенсії колгоспникам; дозволено видавати паспорти сільським жителям. Здійснено перебудову кермування промисловістю й сільським господарством: утворено раднаргоспи, промислові райони, поділено обкоми КПРС на сільські та міські тощо.
Однак, ці його заходи або не мали успіху (наприклад, примусові посіви кукурудзи в районах, де не було сприятливих для цієї культури умов, перебудова партійних організацій за виробничим принципом), або ж їх не доведено до кінця: ініціювавши розвінчання «культу особи», сам-таки й повернувся до політики ресталінізації; допустивши певну свободу думки, з кінця 1962 розпочав переслідування т. зв. «абстракціонізму» й «модернізму» в літературі та мистецтві; початковими заходами десталінізації сприяв певному поширенню прав національних республік, але згодом їх знедійснив посиленням боротьби проти націоналізму в цих республіках. Особливо тяжкий своїми наслідками, зокрема в Україні, хрущовський закон «Про зміцнення зв'язку школи з життям» (1958), за яким запроваджено посилену русифікацію не лише освіти, а й усього культурного життя.
Ця непослідовність політики Хрущова викликала, з одного боку, розчарування й незадоволення люду, у висліді якого розвинувся рух опору в національних республіках, спрямований головно проти національної дискримінації; а з другого — у керівних колах КПРС страх перед т. зв. «волюнтаристичними» методами хрущовського керівництва, що загрожували зруйнувати тоталітарну систему, що її виробив Сталін. Це останнє й стало причиною внутрішнього заколоту в Політбюро ЦК КПРС 1964 року, внаслідок якого Хрущова усунено з усіх керівних позицій.
Хрущов залишив «Спогади», в яких дещо критично, але на загал схвально оцінює лінію партії за доби його активної політичної діяльності.

## Роль у «Карибській кризі»
Під час жорсткого протистояння СРСР у Карибській кризі за три години до можливого удару США по Кубі зумів домовитись з президентом США Джоном Кеннеді і зупинити переростання конфлікту у війну. Домовленість полягала у взаємних поступках обох країн.

## Стиль та поведінка Хрущова

### «Ми вас поховаємо»
На прийомі в Москві 18 листопада 1956 Хрущов у бесіді з американськими дипломатами хотів підкреслити суперечливість двох світових систем. Він хотів процитувати тезу Маркса про те, що соціалізм є могильником капіталізму, але замість цього видав фразу «Ми вас поховаємо», яку він повторив на одній із зустрічей з журналістами в США у вересні 1959 року.

### Хрущов і авангардисти
На виставці творів художників-авангардистів 1 грудня 1962 року в Москві критично і у грубій формі висловив свої оцінки щодо творів окремих художників та скульпторів, запропонувавши їм покинути країну.

## Особисте життя
Хрущов захоплювався творчістю забороненого в СРСР українського письменника Володимира Винниченка. Хрущов познайомився з творами Винниченка ще в юнацтві. Герой оповідання «Талісман» єврей Піня став для нього на все життя своєрідним зразком для наслідування. Хрущов називав себе «маленьким Пінею», і зізнавався, що виступити з розвінчанням культу особи Сталіна на XX з'їзді КПРС його надихав саме цей герой Винниченка.
Згідно зі спогадами колишнього 1-го секретаря ЦК Компартії України та члена Політбюро ЦК КПРС Петра Шелеста, Леонід Брежнєв, що замінив Хрущова на посту Генерального секретаря ЦК КПРС, пропонував Володимиру Семичастному, голові КДБ СРСР у період підготовки Пленуму ЦК КПРС 1964 року, фізично позбутися М. С. Хрущова, улаштувавши аварію літака, автокатастрофу, отруєння або арешт.
У 1960 році вийшла відома пісня італійського співака Адріано Челентано — «Nikita rock» (укр. «Рок Микити»), яка була присвячена Микиті Хрущову, тоді це було сприйнято як політична сатира.

## Сім'я
Був двічі одружений:
- Перша дружина — Єфросинія Іванівна Хрущова (Писарева), померла в 1919 році. Діти від шлюбу:
  - син — Хрущов Леонід Микитович (1917—1943), радянський військовий льотчик, загинув на фронті в повітряному бою
  - дочка — Хрущова Юлія Микитівна, (1916—1981)
    - онука — Юлія Леонідівна Хрущова (1940—2017)
    - правнучка — Хрущова Ніна Львівна (нар. 1964).
- Друга дружина — Ніна Петрівна Хрущова (Кухарчук), (1900—1984). Діти від шлюбу:
  - дочка — Аджубей Рада Микитівна (Хрущова), (1929—2016)
  - син — Хрущов Сергій Микитович, (1935—2020), радянський конструктор ракетної техніки, з 1990 в еміграції в США
  - дочка — Олена Микитівна Хрущова, (1937—1972)

## Нагороди
- Герой Радянського Союзу (16.04.1964)
- тричі Герой Соціалістичної Праці (16.04.1954, 8.04.1957, 17.06.1961)
- сім орденів Леніна (13.05.1935, 16.04.1944, 23.01.1948, 16.04.1954, 8.04.1957, 17.06.1961, 16.04.1964)
- орден Суворова I ст. (2.05.1945)
- орден Кутузова I ст. (27.08.1943)
- орден Суворова II ст. (9.04.1943)
- орден Вітчизняної війни I ст. (1.02.1945)
- орден Трудового Червоного Прапора (7.02.1939)
- орден «За заслуги» (Інгушетія) (29.04.2006, посмертно)
- Герой Народної Республіки Болгарії (1964, Болгарія)
- орден «Георгій Димитров» (1964, Болгарія)
- орден Зірки Соціалістичної Республіки Румунії I ст (1964, Румунія)
- орден Білого лева I ст. (1964, Чехословаччина)
- орден Карла Маркса (1964, Німецька Демократична Республіка)
- орден Сухе-Батора (1964, Монголія)
- орден «Намисто Нілу» (1964, ОАР)
- золота медаль «Закладка першого каменя Асуанської плотини» (1960, ОАР)
- медаль «Садд-ель-Аалі. Перекриття ріки Ніл. 1964» I класу (1964, ОАР)
- медаль «20 років словацького національного повстання» (1964, Чехословаччина)
- медаль «За доблесну працю. В ознаменування 100-річчя з дня народження Володимира Ілліча Леніна» (1970)
- медаль «Партизану Вітчизняної війни» I ст.
- медаль «За оборону Сталінграда»
- медаль «За перемогу над Німеччиною у Великій Вітчизняній війні 1941—1945 рр.» (1945)
- медаль «За доблесну працю у Великій Вітчизняній війні 1941—1945 рр.» (1945)
- медаль «За відбудову підприємств чорної металургії Півдня»
- медаль «Двадцять років перемоги у Великій Вітчизняній війні 1941—1945 рр.» (1965)
- медаль «За освоєння цілинних земель»
- медаль «40 років Збройних Сил СРСР» (1958)
- медаль «50 років Збройних Сил СРСР» (1968)
- медаль «В пам'ять 800-річчя Москви» (1947)
- медаль «В пам'ять 250-річчя Ленінграда» (1957)
- ювілейна медаль Всесвітньої Ради Миру (1960)
- Міжнародна Ленінська премія «За зміцнення миру між народами» (1959)
- Державна премія Української РСР імені Тараса Шевченка (1964)